# بیهق
بِیْهَق؛ نام ولایت یا ناحیه‌ای در ربع نیشابورِ خراسان بزرگ و همچنین نام شهر و قریه‌ای در این ناحیه؛ در کتاب‌های گوناگون تاریخی از خسروجرد، سبزوار، بهمن‌آباد و مزینان به عنوان شهرها یا آبادی‌های مهم این ولایت، نام برده شده است. این ولایت، در مسیر جادهٔ نیشابور به قومس و ری قرار داشته و در دوران شکوفایی آن، دانشوران و ادیبان نامداری از این ولایت برخاسته‌اند که از مشهورترین آنان می‌توان ابوالفضل بیهقی، نویسنده کتاب تاریخ مسعودی معروف به تاریخ بیهقی، را نام برد.

بیهق در میان ولایت‌های ربع نیشابور در صفحه‌ای از نسخه خطی کتاب تاریخ نیشابور الحاکم.

## نام‌شناخت

### ریشه‌شناسی
نام بیهق، ظاهراً معرب واژه‌ای فارسی است که شکل و ریشهٔ آن را نمی‌توان به صورت قاطع، تعیین کرد. ابوالحسن بیهقی در کتاب تاریخ بیهق در سبب نامگذاری این ناحیه، به سه روایت اشاره نموده است:
- نام این ناحیه، بیهه است که پارسی اصیل آن بیهین (بهین = بهترین) می‌شود؛ از این روی که از بهترین نواحی نیشابور است.
- این نام از پیهه (=آن را با قدم پیمودن) برگرفته شده؛ از این روی که «این ناحیه را مساحت پیی (با قدم پیمودن) کرده‌اند.»
- نام مردی است در روزگار بهمن‌الملک که دیهی (روستایی) را در این ناحیه بنیان گذاشته است.[۷]

نام بیهق بر این ناحیه، تا دوران تیموری رواج داشته، و پس از تیموریان دیگر نامی از بیهق در منابع تاریخی و جغرافیایی به عنوان یکی از نواحی خراسان برده نشده؛ ظاهراً پس از این دوران است که نام سبزوار، به این ناحیه اطلاق شده و آنچه در میان منابع پس از این دوران، به نام بیهق اشاره شده، کمابیش به منابع پیش از روزگار تیموری اشاره دارد.

### حوزه مفهومی
واژهٔ بیهق در منابع پیش از دوره مغول، به سه مفهوم ناحیه (ولایت)، شهر و دیه (روستا) به کار رفته است:

#### روستا

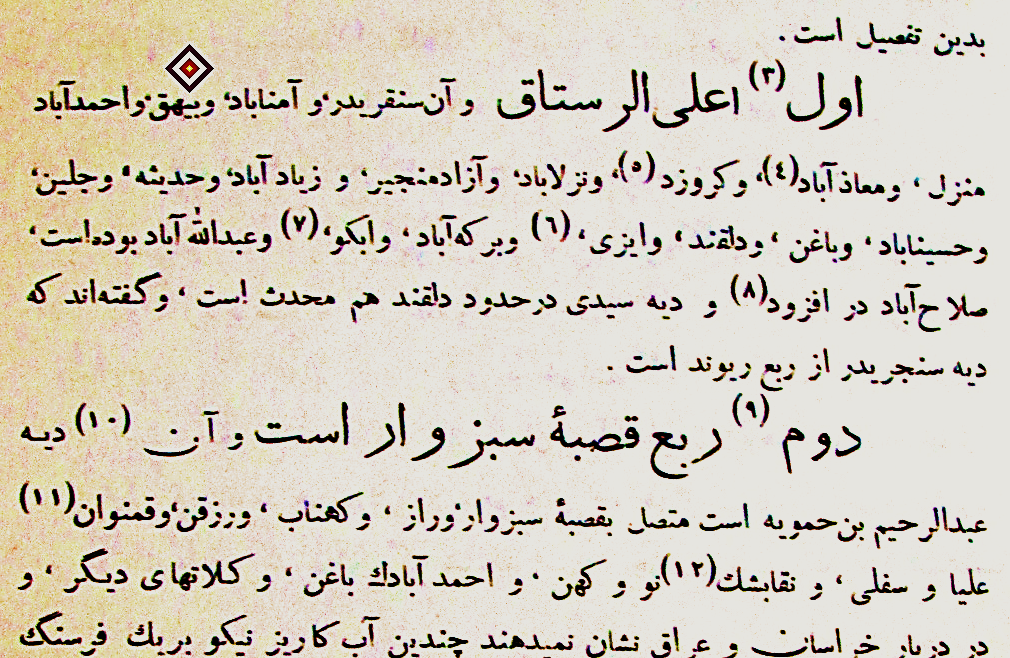
نام دیه یا قریه بیهق در میان نقاط جغرافیایی یادشده در ربع اعلی‌الرستاق ولایت بیهق ربع نیشابور خراسان بزرگ، در بریدهٔ رویه‌ای از کتاب تاریخ بیهق ابوالحسن بیهقی مشهور به ابن فندق، تاریخ‌نگار قرن ششم هجری. ربع اعلی‌الرستاق شرقی‌ترین بخش ولایت بیهق و در همسایگی ربع ریوند نیشابور قرار داشته است.

دیه بیهق که کهن‌ترین آبادی ناحیه بیهق بوده، هر چند در دوران طاهریان، همچنان رونق داشته است اما در قرن ششم هجری تنها ویرانه‌های آن برجای مانده بود. ابوالحسن بیهقی از شخصی به نام بیهه در روزگار بهمن‌الملک نام می‌برد که دیه (روستای) بیهه (قریه بیهق) را بنیان گذاشته است. قدیمی‌ترین رویداد تاریخی مرتبط با این نقطه، مرتبط با دورهٔ یزدگرد ساسانی است که بر اساس روایت تاریخ بیهق: یزدگرد به بیهق آمده و بر سر روستا خیمه زده بود؛ دهقان بیهق به نزد یزدگرد رفت و از او خلعت گرفت. کتاب تاریخ بیهق، از این نقطه در شمار توابع ربع اعلی‌الرستاق ولایت بیهق یاد کرده و از آن، در کنار نقاط دیگری همچون: سنجریدر (سنگ کلیدر)، آمناباد، احمدآباد منزل، معاذآباد، کروزده، نزل‌آباد، آزادمنجیر، زیادآباد، حدیثه، جلین، حسین‌آباد، باغن (باغان)، دلقند، ایزی، برکه‌آباد، ابکو، عبدالله‌آباد، صلاح‌آباد و سیدی نام برده است. این نقاط در شرق شهر و شهرستان سبزوار امروزی قرار دارند. بر پایه اطلاعات جغرافیایی کتاب تاریخ بیهق؛ شهر سبزوار در ربع قصبه سبزوار ولایت بیهق قرار گرفته است. ابوالحسن بیهقی (قرن ۶ هـ. ق) نوشته: گفته‌اند که سنجریدر (سنگ کلیدر: یادشده در میان نقاط ربع اعلی‌الرستاق) از توابع رَبع رِیوَنْد است رِیوَنْد نیز یکی از بخش‌های چهارگانه نیشابور بوده که گسترهٔ آن از مسجد جامع، در مرکز شهر نیشابور، تا مزرعهٔ احمدآباد در ابتدای مرز بیهق کشیده می‌شده است. با نگاه به نقشه‌های جغرافیایی، تمامی مجموعه یادشده که قریهٔ کهن بیهق نیز شامل آنهاست (از جمله: سنگ کلیدر، نزل‌آباد، جلین و …) در شرق شهرستان سبزوار و در فاصله میان شهر سبزوار (در غرب این ناحیه) و شهر نیشابور در (شرق این ناحیه) قرار دارند. ابوالحسن بیهقی (تاریخ‌نگار بیهق در سده ششم هجری) به پدیدار بودن ویرانه‌های این قریه و حصار (دیوار و استحکامات) آن در ابتدای ناحیهٔ بیهق (شرق ولایت بیهق) اشاره کرده است.

#### شهر
در برخی متون، گاه نام بیهق به‌طور خاص به شهر سبزوار اطلاق شده است؛ از جمله رویداد فتح بیهق به دست اعراب در قرن اول هجری که در آثار تاریخ‌نگارانی همچون بلاذری (قرن سوم هجری) و ابن اثیر (قرن ششم هجری) را همان رویداد فتح سبزوار که ابوالحسن بیهقی روایت کرده، دانسته‌اند. همچنین در سفرنامه ابن بطوطه (جهانگرد قرن ۸ هـ. ق، همزمان با دوره سربداران)، نام بیهق را در اطلاق به شهر سبزوار، به کار برده است؛ سبب این گونه خوانش از واژهٔ بیهق را چنین دانسته‌اند که در آن زمان (دوره سربداریه)، سبزوار مرکز (حکومتی) ناحیه بیهق بوده و نام بیهق در کنار نام سبزوار به کار می‌رفته است.

#### ناحیه
ولایت بیهق، در منابع؛ به عنوان یکی از نواحی یا ولایت‌های ربع نیشابور شناخته شده است. که ناحیه‌ای وسیع، مشتمل بر مجموعه-آبادی‌های غربی‌ترین ناحیهٔ خراسان (در فاصله میان نیشابور و قومس)، را در بر می‌گیرد.

## ناحیهٔ بیهق

### حدود و گستره
طول این ناحیه: در جبهه غربی، از خوار و طابران در مرز قومس تا سنجریدر و آمناباد و روستای بیهق در مرز ربع ریوند نیشابور در جبهه شرقی؛ وعرض آن: در جبهه جنوبی، از ده سبه در مرز ترشیز (ولایت پشت؛ کاشمر امروزین) تا نوده در مرز جوین در جبهه شمالی، گسترده می‌شده است.

### تقسیمات
به گفته ابوالحسن بیهقی؛ ولایت بیهق، در دروه طاهریان، به دوازده قسمت یا ربع تقسیم می‌شده است که عبارتند از: اعلی‌الرستاق، قصبه سبزوار، طبس، زمیج، خواشد و وریان، خسروگرد، باشتین، دیوره، کاه، مزینان، فریومد و پساکوه. بر پایه نوشته بیهقی: قریه‌هایی همچون احمدآباد منزل، بیهق، آزادمنجیر و … جزء ربع اعلی‌الرستاق هستند، همچنین تصریح نموده که گفته‌اند دیه سنجریدر (سنگ کلیدر) از ربع ریوند (نیشابور) است؛ همچنین شهر سبزوار در ربع قصبهٔ سبزوار قرار دارد؛ ربع طبس، از عرض به ولایت جوین، متصل است؛ قریهٔ گنبد که زمانی دارای آتشکده بوده و همچنین ششتمد، در ربع زمیج است؛ روستاهای باشتین و نامین (نامن) و ریود و بشتنق در ربع باشتن هستند؛ بهمن‌آباد و صدخرو و مزینان از قریه‌های ربع مزینان هستند. بیهقی، تعداد آبادی‌های ولایت بیهق را که در این دوره، خراج داشته‌اند؛ ۳۹۵ دیه ذکر کرده است.

### مرکزیت
با اینکه در منابع برجای‌مانده از دوران پیش از اسلام، اطلاع مشخصی از ناحیهٔ بیهق در دست نیست. اما با نگاه به منابع دوره اسلامی؛ سه نقطهٔ سبزوار، خسروجرد و چشام (چشم) به عنوان مراکز ولایت بیهق در گذر سده‌های هجری، شناخته می‌شوند. در این دوران؛ بر پایهٔ برخی قرائن، سبزوار تا اواخر قرن دوم هجری، محل استقرار حاکم ولایت بیهق بوده و پس از کشتار اهالی و تخریب سبزوار در اثر حملهٔ خوارج (سال ۱۹۰ هجری)؛ خسروجرد مرکزیت ولایت را عهده‌دار شد. ابن رسته (قرن سوم هجری) به اینکه خسروجرد، قصبه (شهر مرکزی) بیهق است اشاره نموده. وجود حاکمیت ولایت در خسروجرد، واکنش‌های گسترده‌ای را از سوی اهالی سبزوار، برای انتقال مرکزیت به این شهر به همراه داشت؛ تا اینکه غزنویان با سیاست عدم تمرکز قدرت در بیهق، در اواخر قرن چهارم هجری، مرکزیت ولایت از خسروجرد به چشام واگذار نمودند. اما با چیرگی سلاجقه بر خراسان، مرکزیت به خسروجرد بازگشته؛ اما این موضوع، فرایند فزایندهٔ کشمکش‌های محلی را به دنبال داشت تا اینکه سرانجام مؤید آی‌ابه (مؤسس حکومت محلی مویدیه در خراسان) با مشاهدهٔ مقاومت سبزوار در برابر لشکر محمود قراخانی (از دستگاه سلاجقه و جانشین سنجر سلجوقی)، پس از گشودن ولایت بیهق در سال ۵۵۴ هجری، کرسی (مرکز حکومت) ولایت را به سبزوار انتقال داد. این تصمیم، خشم و رویگردانی اهالی خسروجرد، تصرف قلعه خسروجرد، خالی از سکنه شدن و ویرانی تدریجی آن را در پی داشت. از این دوران به بعد، در هیچ منبعی به درگیری‌های محلی در بیهق اشاره نشده و همچنین منابع به تثبیت حاکمیت و مرکزیت پیوستهٔ سبزوار پس از این رویدادها، و عدم بازسازی خسروجرد تصریح دارند. به هر روی، از خسروجرد و سبزوار به عنوان مراکز ولایت بیهق در منابع مختلف تاریخی و جغرافیایی یادشده است. چنان‌که به نوشتهٔ عبدالکریم سمعانی (درگذشته به ۵۶۲ هجری) قصبه (شهر مرکزی) بیهق در ابتدا خسروجرد بوده و سپس، مرکزیت به سبزوار رسیده است. بر پایهٔ اطلاعات جغرافیایی معجم‌البلدان (قرن هفتم هجری)؛ ولایت بیهق، ناحیه‌ای وسیع میان نیشابور و قومس و جوین دانسته شده که دارای ۳۲۱ قریه است و قصبه (شهر مرکز) آن ابتدا خسروجرد بود و سپس سابزَوَار (سبزوار) گردید.

### تابعیت
با توجه به آن‌که تقسیمات کشوری ساسانیان در سده‌های نخستین اسلامی، همچنان بر جای بود؛ می‌توان گفت همان گونه که جغرافی‌نویسان سده سوم قمری/نهم میلادی، از بیهق به عنوان یکی از رساتیق و نواحی نیشاپور (ابرشهر) نام برده‌اند. در این زمان؛ رساتیق ایالت نیشابور (= نیوشاپور، ابرشهر) ساسانی عبارت بودند از: ارغیجان، اسپراین، جوین، بیهک (بیهق)، باخرز، خواف، زوزن، زام (جام)؛ این ایالت، توسط فرمانروایی به نام کنارنگ اداره می‌گردید. تقسیمات دوره اسلامی نیز به همان روش دورهٔ پیشین بود. ابن رسته (درگذشته پس از ۲۹۰ هجری)، در میان رستاق‌های دوازده‌گانهبخش میانی و مرکزی خراسان (ظاهراً به ترتیب موقعیت جغرافیایی از جهت شمال) از ولایت بزرگ بیهق یاد کرده که آن‌ها عبارتند از: استوا، ارغیان، اسفراین، جوین، بیهق، بشت، رخ، باخرز، زام، زاوه، زوزن، اشبند، خواب. ابن فقیه (قرن ۳ و اوایل قرن ۴ هجری) از جام، باخرز، جوین و بیهق در شمار شهرهای نیشابور نام برده و ابن خردادبه (درگذشته به حدود ۳۰۰ هجری) نوشته است: نیشابور، شهرهای زام (جام)، باخرز، جوین و بیهق را شامل می‌شود. اصطخری (درگذشته به ۳۴۶ هجری) از خسروگرد (خسروجرد)، بهمن‌آباد، مزینان و سابزوار (سبزوار) در میان نقاط محدوده نشابور نام برده است. محمد مقدسی (قرن ۴ هجری) از بیهق در رستاق‌های دوازده‌گانه نیشابور، بدین ترتیب یاد کرده است: بشت (پُشت)، بیهق، کویان (جوین)، جاجرم، اسفراین، استوا، اسفند، جام، باخرز، خواف، زاوه و رخ. در منابع نگارش‌یافته در قرون بعدی همچون: الانساب عبدالکریم سمعانی (درگذشته به ۵۶۲ هجری) در قرن هفتم هجری (همزمان با حمله مغول به خراسان و نیشابور در سال ۶۱۸ هجری)؛ ناحیه بیهق در زمره توابع نیشابور بوده چنان‌که در منابع نگاشته شده در این دوران از جمله: الباب فی تهذیب الانساب ابن اثیر (درگذشته به ۶۳۰ هجری) و معجم‌البدان یاقوت حموی (درگذشته به ۶۲۶ هجری) این ناحیه را از توابع نیشابور برشمرده‌اند. و در اوایل قرن هشتم و همزمان با خروج مردم قریه باشتین ولایت بیهق بر علیه ملوک‌الطوایف ایلخانی، در سال ۷۳۳ هجری؛ امیر ارغونشاه بر نواحی نیشابور، طوس، مشهد و ابیورد حکومت می‌کرد و سبزوار (مرکز ولایت بیهق) وابسته به حکومت نیشابور بود. در پی تصرف شهر سبزوار به سال ۷۳۷ هجری توسط قیام‌کنندگان باشتین، موقعیت سیاسی این ناحیه، با برگزیده شدن سبزوار (مرکز ناحیهٔ بیهق) به پایتختی عبدالرزاق باشتینی ارتقاء یافت و این شهر پایتخت امرای سربداری گردید که از سال ۷۳۷ تا ۷۸۳ بر قلمرویی گسترده در غرب خراسان از جمله نیشابور و توس، حاکمیت داشتند. اما در زمانی کوتاه و بر اثر اختلافات شدید درونی در دوران امارت خواجه‌علی موید سبزواری، قلمروی سربداران به ولایت بیهق و چند شهر مجاور غربی آن، محدود می‌گردید. خواجه علی موید سبزواری، در سال ۷۸۲ هجری، حکومت بیهق را به تیمور گورکانی (بنیانگذار حکومت تیموریان) تسلیم نمود. پس از تیموریان، دیگر نامی از بیهق به عنوان یکی از نواحی خراسان دیده نمی‌شود و ظاهراً از این دوران است که ناحیهٔ قدیم بیهق، به نام مرکز آن: سبزوار نامیده می‌شود.

## سیر حیات تاریخی

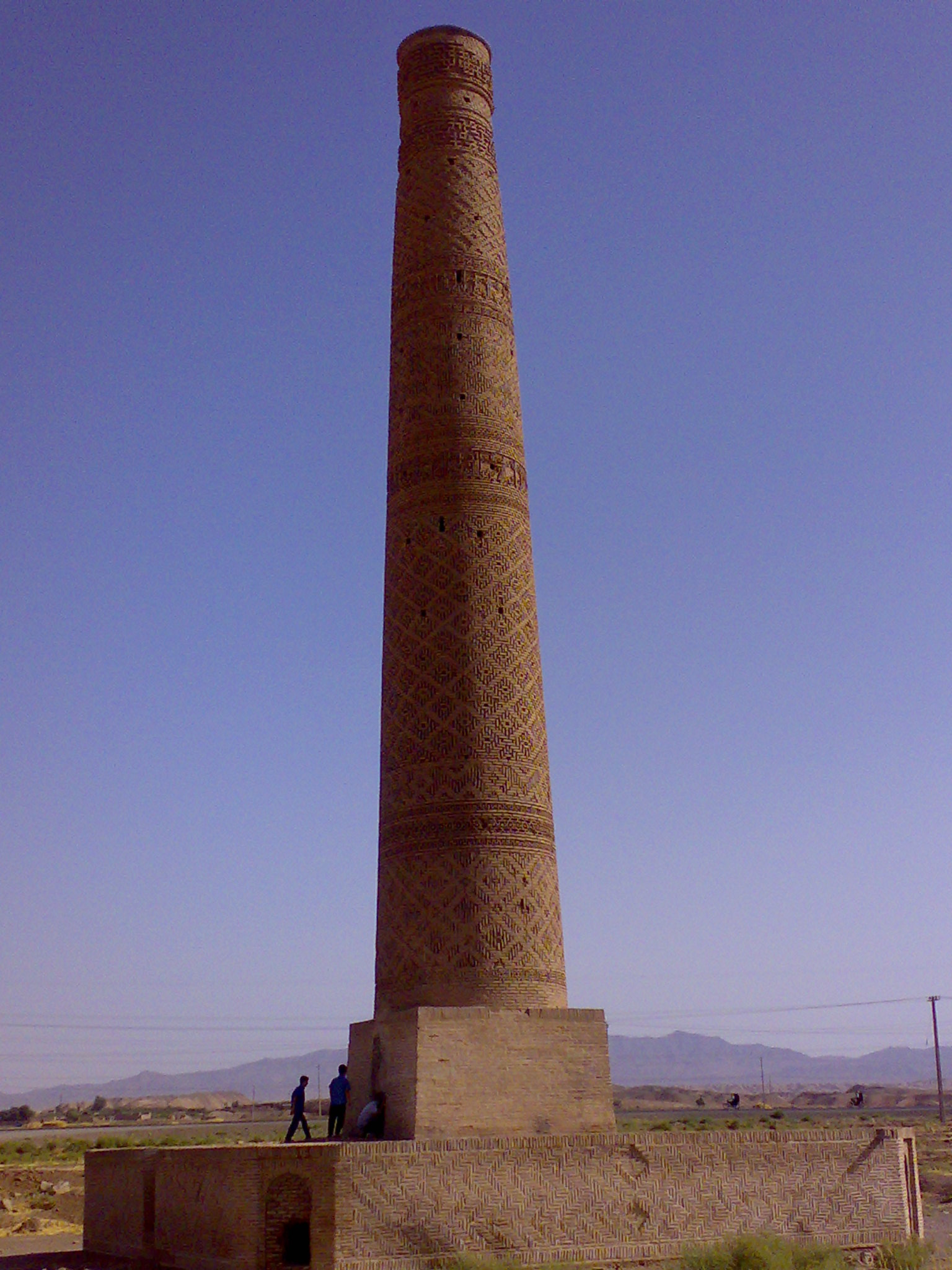
نمایی از بنای تاریخی مناره خسروگرد (قدمت: سده ۶ هجری قمری)، در حومه جنوبی روستای خسروجرد (در ۵ کیلومتری غرب شهر سبزوار کنونی)؛ پیش از سبزوار، خسروجرد (خسروگرد) مرکز ولایت بیهق بوده است.

فتوح‌البلدان تألیف احمد بلاذری (درگذشته به ۲۷۹ هجری) یکی از کهن‌ترین منابعی است که از بیهق نام برده؛ در بخشی از این کتاب که از فتح خراسان به دست سپاهیان ابن عامر، در حدود ۳۰ یا ۳۱ هجری خبر می‌دهد و در مورد فتح رستاق بیهق نوشته است که ابن عامر، گروهی را به فرماندهی فردی به نام اسود بن کلثوم عدوی برای فتح بیهق فرستاد و ادامه می‌دهد که بیهق، از رستاق‌های نیشابور است. در نیمه اول قرن دوم هجری، یحیی بن زید علوی از این ناحیه به خونخواهی پدرش قیام کرد و سرانجام در جوزجان به دست نصر بن سیار، کشته شد. منابع تاریخی از همراهی اهالی بیهق با نیروهای احمد بن عبدالله خُجستانی بر ضد صفاریان خبر می‌دهند. در حدود ۴۷۶ هجری، روستای طرز شاهد حضور حسن صباح برای دعوت مردم به کیش خود این منطقه بود؛ اسماعیلیان مدتی در این منطقه فعالیت داشتند و گسیل نیروهای نظامی در سال ۵۲۰ هجری و در زمان سنجر سلجوقی، حضور آنان را در بیهق رقم زد. بیهق، در نیمه سده ششم بیهق با هجوم غزها و غارت و قحطی ناشی از آن دست به گریبان بود. همچنین تاریخ‌نگاران بر آبادانی و رونق فعالیت‌های کشاورزی، تولید برخی مصنوعات و وجود معدن‌های طلا و مس در این منطقه اشاره نموده‌اند؛ و سرانجام در سال ۶۱۷ هجری، ناحیهٔ بیهق همچون سایر نواحی خراسان، با کشتارگری و غارت مغولان رو به رو شد و آسیب‌های بسیاری از آن دید. در اواخر دهه چهارم قرن هشت هجری، جنبشی که از قریهٔ باشتین بر علیه ایلخانان مغول آغاز شده بود سرتاسر بیهق را فرا گرفت و در پی آن؛ عبدالرزاق باشتینی، حکومت موسوم به سربداران را پس از تصرف شهر سبزوار در سال ۷۳۷ هجری، برپای نمود. برافتادن سربداریان با ظهور تیمور گورکانی و قدرت یافتن او در خراسان همراه گردید و در دوره تیموریان، به تدریج نام سبزوار (مرکز ولایت در آن دوران) به جای بیهق می‌نشیند.

## ویژگی‌ها

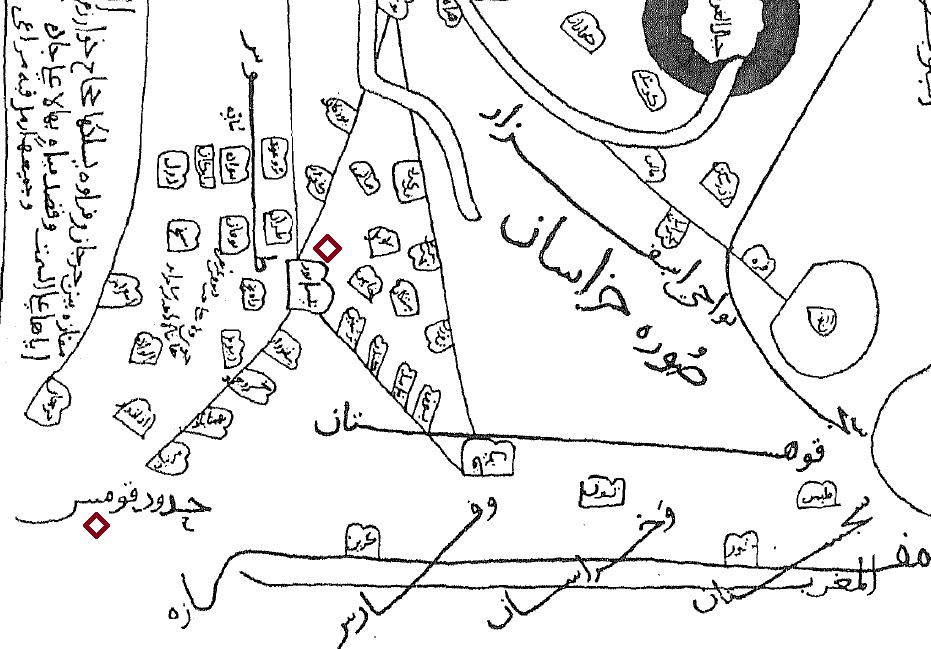
بریده‌ای از نقشهٔ خراسان کتاب صورة الارض ابن حوقل؛ نوشته شده در قرن چهارم هجری). در این نگاره که نقاط مهم بخش غربی خراسان را نشان می‌دهد؛ نقاط شاخص ولایت بیهق(سبزوار، خسروجرد، بهمن‌آباد و مزینان) در میانهٔ راه قومس به نیشابور دیده می‌شوند.

ولایت بیهق در مسیر جاده نیشابور به ری قرار داشته و از شهرهای مهم ولایت در این مسیر، سبزوار و خسروجرد را نام‌برده‌اند که فاصلهٔ بین آنها یک فرسنگ است. ابن حوقل نیز از آبادی‌های مهم در مسیر این جاده یاد کرده و مسافت‌ها بین آنها را از نیشابور تا قومس (واقع در مسیر جاده ری) به ترتیب (سبزوار، خسروجرد، بهمن‌آباد و مزینان) بر اساس واحدهای مسافت‌شمار قدیم (فرسنگ و مرحله) مشخص نموده است. محمد مقدسی، ولایت بیهق را در ثروت و حاصلخیزی و خوبی دیه‌ها مانند ولایت پشت دانسته، همچنین از دو شهرک آباد سوزوار (سبزوار) و خسرو جرد و دیه‌های مهم همانند جزنیان (مزینان) یاد کرده و نوشته است که مردمش ادب‌دوستند و از این ولایت، چندین دانشمند و نویسنده برخاسته است و صادرکننده پارچه است. ولایت بیهق، یکی از مراکز عمده تشیع در خراسان بوده و خاندان‌های بسیاری از سادات و نقبای علوی در این ناحیه به سر می‌بردند، چنان‌که ابوالحسن بیهقی نوشته؛ در این ناحیه، سادات متوطن نبوده‌اند و بیشتر از نیشابور و جاهای دیگر (از جمله ری و گرگان) به این ناحیه آمده‌اند و تشیّع در این ولایت، تحت تأثیر حوزه تشیع نیشابور و مهاجرت علویان از طبرستان به این شهر قرار داشته است. سبزوار، از نقاط مهم ولایت بیهق، در قرن هشتم هجری، مرکز دولت شیعی سربداران بوده است.

## بزرگان و مشاهیر
در منابع مختلف از ولایت بیهق، به عنوان سرزمینی که از آن بزرگان، دانشوران، فقیهان و ادیبان بسیار برخاسته‌اند یاد شده است. از این جمله در «معجم‌البلدان»، شرح مختصری بر زندگی و فعالیت‌های علمی ابوبکر احمد بن حسین بن علی بن عبدالله بن موسی بیهقی (متوفی ۴۵۴ هجری) و حسین بن احمد بن علی بن حسین بن فطیمه بیهقی (متوفی ۵۳۶ هجری)؛ و در «الانساب» افزون بر این دو، شرح مختصری از ابوعلی حمدان بن محمد بن رجاء بیهقی و ابوعبدالله محمد بن علی بن احمد بن عمر بیهقی نیز آمده است. همچنین در ترجمه تاریخ نیشابور الحاکم، در جمع عالمان مقیم نیشابور؛ از ۱۵ نفر دانشوران منسوب به بیهق، ۵ نفر منسوب به خسروجرد بیهق، ۲ نفر منسوب به مزینان بیهق، ۱ نفر منسوب به زیادآباد بیهق یاد شده و همچنین از مشایخ حدیث مؤلف اهل نیشابور، از ابوالحسن نیشابوری شعرانی (اسمعیل بن محمد بن فضل بن محمد بن مسیب) متوفی در قریه بیهق نام برده شده است. از دیگر نامداران ولایت بیهق می‌توان ابوجعفر احمد بن علی بن محمد (معروف به بوجعفرک بیهقی؛ متوفی ۵۴۴هجری؛ ساکن نیشابور؛ نویسنده کتاب‌های «تاج المصادر»، «المحیط بلغات القرآن»، «ینابیع‌الغه» و «المحیط بعلم القرآن»)، ابوالحسن بیهقی (متوفی ۵۶۵ هجری؛ ملقب به فرید خراسان؛ معروف به ابن فندق؛ دانش‌آموخته و مدرس در نیشابور؛ نویسنده «تاریخ بیهق»، «ازاهیر الریاض المریعة و تفسیر الفاظ المحاورة و الشریعة»، «تتمة صوان الحکمة»، «جوامع احکام النجوم»، و …)، ابوالفضل بیهقی (متولد حارث‌آباد بیهق در اواخر ۳۸۵ هجری و متوفی ۴۷۰ هجری؛ تاریخ‌نگار؛ دبیر و رئیس دیوان رسالت دستگاه غزنویان؛ دانش‌آموخته در نیشابور؛ نویسنده کتاب معروف «تاریخ بیهقی» دارای جایگاهی ممتاز در میان کتب تاریخی فارسی) را نام برد.

## یادکرد منابع
1. 1 2 3 4 5 6 7 8  دائرةالمعارف بزرگ اسلامی، ترجمهٔ زیر نظر کاظم موسوی بجنوردی، تهران: مرکز دائرةالمعارف بزرگ اسلامی، ۱۳۸۳، ص. ج۱۳، ص۴۷۳
2. 1 2 3 4 5  دانشنامه جهان اسلام، ترجمهٔ زیر نظر غلامعلی حداد عادل، تهران: بنیاد دائرةالمعارف اسلامی، ۱۳۷۹، ص. ج۵، ص۳۲۲
3. 1 2  ابواسحق ابراهیم اصطخری (۱۳۴۰)، مسالک و ممالک، ترجمهٔ به اهتمام ایرج افشار، تهران: بنگاه ترجمه و نشر کتاب، ص. ص۲۰۵
4. ↑  محمد بن احمد مقدسی (۱۳۶۱)، احسن التقاسیم فی معرفة الاقالیم، ترجمهٔ علینقی منزوی، تهران: شرکت مؤلفان و مترجمان ایران، ص. ج۲، ص۴۶۵
5. ↑  ابی‌القاسم ابن حوقل النصیبی (۱۹۳۸)، صورةالارض، بیروت: دار صادر، ص. ج۲، ص۴۵۶
6. ↑  دائرةالمعارف بزرگ اسلامی، ترجمهٔ زیر نظر کاظم موسوی بجنوردی، تهران: مرکز دائرةالمعارف بزرگ اسلامی، ۱۳۸۳، ص. ج۱۳، ص۴۷۵
7. ↑  ابوالحسن علی بن زید بیهقی (۱۳۶۱)، تاریخ بیهق، ترجمهٔ با تصحیح و تعلیقات احمد بهمنیار، کتابفروشی فروغی، ص. ص۳۳
8. ↑  دائرةالمعارف بزرگ اسلامی، ترجمهٔ همان، ص۴۷۵
9. ↑  مرتضی دانشیار (بهار و تابستان ۱۳۹۲)، «ملاحظاتی در باب تصحیحات تاریخ بیهق»، پژوهشنامه تاریخ تمدن اسلامی، ش. سال چهل و ششم، شماره یکم، ص. ص۲۳–۲۴
10. ↑  مرتضی دانشیار (بهار و تابستان ۱۳۹۲)، «ملاحظاتی در باب تصحیحات تاریخ بیهق»، پژوهشنامه تاریخ تمدن اسلامی، ش. سال چهل و ششم، شماره یکم، ص. ص۲۳
11. ↑  ابوالحسن علی بن زید بیهقی (۱۳۶۱)، تاریخ بیهق، ترجمهٔ با تصحیح و تعلیقات احمد بهمنیار، کتابفروشی فروغی، ص. ص۲۶
12. ↑  ابوالحسن علی بن زید بیهقی (۱۳۶۱)، تاریخ بیهق، ترجمهٔ با تصحیح و تعلیقات احمد بهمنیار، کتابفروشی فروغی، ص. ص۳۵
13. ↑  «بخش مرکزی سبزوار». وبگاه استانداری خراسان رضوی-زیرپرتال فرمانداری شهرستان سبزوار. ۳ اردیبهشت ۱۳۹۰.[پیوند مرده]
14. ↑  ابوالحسن علی بن زید بیهقی (۱۳۶۱)، تاریخ بیهق، ترجمهٔ با تصحیح و تعلیقات احمد بهمنیار، کتابفروشی فروغی، ص. ص۳۵
15. ↑  ابوعبدالله حاکم نیشابوری (۱۳۷۵)، تاریخ نیشابور، ترجمهٔ ترجمه محمد بن حسین خلیفه نیشابوری، با مقدمه و تصحیح و تعلیقات محمدرضا شفیعی کدکنی، تهران: آگه، ص. ص۲۱۴، ۲۸۲
16. ↑  "تصویر ماهواره‌ای ناحیه سنگ کلیدر در میانه شهرهای نیشابور و سبزوار" (به انگلیسی). GeoNames. Retrieved 1397/05/10. {{cite web}}: Check date values in: |تاریخ بازدید= (help)
17. ↑  ابوالحسن علی بن زید بیهقی (۱۳۶۱)، تاریخ بیهق، ترجمهٔ با تصحیح و تعلیقات احمد بهمنیار، کتابفروشی فروغی، ص. ص۳۳–۳۴
18. ↑  دائرةالمعارف بزرگ اسلامی، ترجمهٔ زیر نظر کاظم موسوی بجنوردی، تهران: مرکز دائرةالمعارف بزرگ اسلامی، ۱۳۸۳، ص. ج۱۳، ص۴۷۴
19. ↑  مرتضی دانشیار (بهار و تابستان ۱۳۹۲)، «ملاحظاتی در باب تصحیحات تاریخ بیهق»، پژوهشنامه تاریخ تمدن اسلامی، ش. سال چهل و ششم، شماره یکم، ص. ص۲۴
20. ↑  مرتضی دانشیار (بهار و تابستان ۱۳۹۲)، «ملاحظاتی در باب تصحیحات تاریخ بیهق»، پژوهشنامه تاریخ تمدن اسلامی، ش. سال چهل و ششم، شماره یکم، ص. ص۲۳
21. ↑  مرتضی دانشیار (بهار و تابستان ۱۳۹۲)، «ملاحظاتی در باب تصحیحات تاریخ بیهق»، پژوهشنامه تاریخ تمدن اسلامی، ش. سال چهل و ششم، شماره یکم، ص. ص۲۳–۲۴
22. ↑  ابوالحسن علی بن زید بیهقی، تاریخ بیهق، ترجمهٔ همان، ص. ص۳۴–۳۹
23. ↑  مرتضی دانشیار (بهار و تابستان ۱۳۹۰)، «رقابت‌های محلی در بیهق؛ ریشه‌های سیاسی سده‌های سوم تا هفتم هجری»، پژوهشنامه تاریخ تمدن اسلامی، ش. سال هفتم، شماره سیزدهم، ص. ص۳۰–۴۴
24. ↑  مرتضی دانشیار (بهار و تابستان ۱۳۹۰)، «رقابت‌های محلی در بیهق؛ ریشه‌های سیاسی سده‌های سوم تا هفتم هجری»، پژوهشنامه تاریخ تمدن اسلامی، ش. سال هفتم، شماره سیزدهم، ص. ص۲۳–۲۴
25. ↑  ابی‌علی احمد بن عمر ابن رسته (۱۹۸۲)، الأعلاق النفسیه، لیدن: بریل، ص. ص۱۷۱
26. ↑  مرتضی دانشیار (بهار و تابستان ۱۳۹۰)، «رقابت‌های محلی در بیهق؛ ریشه‌های سیاسی سده‌های سوم تا هفتم هجری»، پژوهشنامه تاریخ تمدن اسلامی، ش. سال هفتم، شماره سیزدهم، ص. ۳۰–۴۴
27. ↑  ابی‌سعد عبدالکریم بن محمد بن منصور التمیمی السمعانی (۱۹۸۰)، الانساب، قاهره: مکتبة ابن التمیمیة، ص. ج۲، ص۳۸۱
28. ↑  شهاب‌الدین ابی عبدالله یاقوت حموی (۱۹۷۷)، معجم‌البلدان، بیروت: دار صادر، ص. ج۱، ص۵۳۷
29. ↑  آرتور کریستنسن (۱۳۹۳)، ایران در زمان ساسانیان، ترجمهٔ رشید یاسمی، تهران: صدای معاصر، ص. ۹۸
30. ↑  عباس قدیانی (۱۳۸۵)، تاریخ، فرهنگ و تمدن ایران در دوره ساسانیان، تهران: فرهنگ مکتوب، ص. ص۲۵
31. ↑  ابی‌علی احمد بن عمر ابن رسته (۱۹۸۲)، الأعلاق النفسیه، لیدن: بریل، ص. ص۱۷۱
32. ↑  ابی‌عبدالله احمد بن محمد بن اسحاق الهمذانی (۱۹۹۶)، البلدان، بیروت: عالم‌الکتاب، ص. ص۶۱۱
33. ↑  ابن خردادبه (۱۳۷۱)، مسالک و ممالک، ترجمهٔ سعید خاکرند، تهران: مؤسسه مطالعات و انتشارات تاریخی میراث ملل، ص. ص۲۶
34. ↑  شهاب‌الدین ابی عبدالله یاقوت حموی (۱۹۷۷)، احسن التقاسیم فی معرفة الاقالیم، بیروت: دار صادر، ص. ص۳۰۰
35. ↑  ابی‌سعد عبدالکریم بن محمد بن منصور التمیمی السمعانی (۱۹۸۰)، الانساب، قاهره: مکتبة ابن التمیمیة، ص. ج۲، ص۳۸۱
36. ↑  عبدالرفیع حقیقت (۱۳۷۴)، تاریخ جنبش سربداران و دیگر جنبش‌های ایرانیان در قرن هشتم هجری، تهران: کومش، ص. ص۱۲۴–۱۲۵
37. ↑  عزالدین ابن اثیر الجزری (۱۹۸۰)، الباب فی تهذیب الانساب، بیروت: دارصادر، ص. ج۱، ص۲۰۲
38. ↑  شهاب‌الدین ابی عبدالله یاقوت حموی (۱۹۷۷)، معجم‌البلدان، بیروت: دار صادر، ص. ج۱، ص۵۳۷
39. ↑  ابوالفضل نبئی (۱۳۷۵)، اوضاع سیاسی و اجتماعی ایران در قرن هشتم هجری، مشهد: دانشگاه فردوسی، ص. ص۹۷
40. ↑  مدرس سعیدی (تابستان ۱۳۹۳)، «بحران مشروعیت در حکومت سربداران؛ ۷۳۶ تا ۷۸۳ق/۱۳۳۶ تا ۱۳۸۱م»، پژوهش‌های تاریخی، ش. سال ششم، شماره دوم، ص. ص۱۲۶
41. ↑  ابوالفضل نبئی (۱۳۷۵)، اوضاع سیاسی و اجتماعی ایران در قرن هشتم هجری، مشهد: دانشگاه فردوسی، ص. ص۱۰۱–۱۳۲
42. ↑  عبدالرفیع حقیقت (۱۳۷۴)، تاریخ جنبش سربداران و دیگر جنبش‌های ایرانیان در قرن هشتم هجری، تهران: کومش، ص. ص۲۲۱–۲۲۲ و ۲۲۹
43. ↑  ابوالفضل نبئی (۱۳۷۵)، اوضاع سیاسی و اجتماعی ایران در قرن هشتم هجری، مشهد: دانشگاه فردوسی، ص. ص۱۲۸
44. ↑  عبدالرفیع حقیقت (۱۳۷۴)، تاریخ جنبش سربداران و دیگر جنبش‌های ایرانیان در قرن هشتم هجری، تهران: کومش، ص. ص۲۲۲
45. ↑  دائرةالمعارف بزرگ اسلامی، ترجمهٔ زیر نظر کاظم موسوی بجنوردی، تهران: مرکز دائرةالمعارف بزرگ اسلامی، ۱۳۸۳، ص. ج۱۳، ص۴۷۵
46. ↑  لاحمد بن یحیی بن جابر البغدادی (اشهیر بالبلاذری) (۱۹۸۸)، فتوح البلدان، بیروت: دار و مکتبه الهلال، ص. ص۳۹۱
47. ↑  دائرةالمعارف بزرگ اسلامی، ترجمهٔ زیر نظر کاظم موسوی بجنوردی، تهران: مرکز دائرةالمعارف بزرگ اسلامی، ۱۳۸۳، ص. ج۱۳، ص۴۷۴
48. ↑  مرتضی دانشیار (بهار و تابستان ۱۳۹۰)، «رقابت‌های محلی در بیهق؛ ریشه‌های سیاسی سده‌های سوم تا هفتم هجری»، پژوهشنامه تاریخ تمدن اسلامی، ش. سال هفتم، شماره سیزدهم، ص. ص۳۲
49. ↑  دائرةالمعارف بزرگ اسلامی، ترجمهٔ زیر نظر کاظم موسوی بجنوردی، تهران: مرکز دائرةالمعارف بزرگ اسلامی، ۱۳۸۳، ص. ج۱۳، ص۴۷۴–۴۷۵
50. ↑  ابوالفضل نبئی (۱۳۷۵)، اوضاع سیاسی و اجتماعی ایران در قرن هشتم هجری، مشهد: دانشگاه فردوسی، ص. ص۱۰۳
51. ↑  دائرةالمعارف بزرگ اسلامی، ترجمهٔ زیر نظر کاظم موسوی بجنوردی، تهران: مرکز دائرةالمعارف بزرگ اسلامی، ۱۳۸۳، ص. ج۱۳، ص۴۷۵
52. ↑  شهاب‌الدین ابی عبدالله یاقوت حموی (۱۹۷۷)، احسن التقاسیم فی معرفة الاقالیم، بیروت: دار صادر، ص. ص۳۱۸
53. ↑  ابی‌القاسم ابن حوقل النصیبی (۱۹۳۸)، صورةالارض، بیروت: دار صادر، ص. ج۲، ص۴۵۶
54. ↑  محمد بن احمد مقدسی (۱۳۶۱)، احسن التقاسیم فی معرفة الاقالیم، ترجمهٔ علینقی منزوی، تهران: شرکت مؤلفان و مترجمان ایران، ص. ج۲، ص۴۶۵
55. ↑  دائرةالمعارف بزرگ اسلامی، ترجمهٔ زیر نظر کاظم موسوی بجنوردی، تهران: مرکز دائرةالمعارف بزرگ اسلامی، ۱۳۸۳، ص. ج۱۳، ص۴۷۴
56. ↑  رسول جعفریان (۱۳۹۰)، تاریخ تشیع در ایران، تهران: نشر علم، ص. ص۲۷۵
57. ↑  ابوالحسن علی بن زید بیهقی، تاریخ بیهق، ترجمهٔ همان، ص. ص۵۴
58. ↑  «خراسان و تشیع». پایگاه اطلاع‌رسانی حوزه. ۲۳ مرداد ۱۳۹۰.
59. ↑  ابوالفضل نبئی (۱۳۷۵)، اوضاع سیاسی و اجتماعی ایران در قرن هشتم هجری، مشهد: دانشگاه فردوسی، ص. ص۱۰۳
60. ↑  دائرةالمعارف بزرگ اسلامی، ترجمهٔ زیر نظر کاظم موسوی بجنوردی، تهران: مرکز دائرةالمعارف بزرگ اسلامی، ۱۳۸۳، ص. ج۱۳، ص۴۷۵
61. ↑  ابی‌سعد عبدالکریم بن محمد بن منصور التمیمی السمعانی (۱۹۸۰)، الانساب، قاهره: مکتبة ابن التمیمیة، ص. ج۲، ص۳۸۲–۳۸۳
62. ↑  ابوعبدالله حاکم نیشابوری (۱۳۷۵)، تاریخ نیشابور، ترجمهٔ محمد بن حسین خلیفه نیشابوری، با مقدمه و تصحیح و تعلیقات محمدرضا شفیعی کدکنی، تهران: آگه، ص. ص۳۵۵، ۳۶۱، ۳۸۱، ۹۲، ۱۵۶
63. ↑  دائرةالمعارف بزرگ اسلامی، ترجمهٔ زیر نظر کاظم موسوی بجنوردی، تهران: مرکز دائرةالمعارف بزرگ اسلامی، ۱۳۸۳، ص. ج۱۳، ص۴۸۱–۴۸۸

## فهرست منابع
- «احسن التقاسیم فی معرفة الاقالیم»، شهاب‌الدین اب‌عبدالله یاقوت بن عبدالله الحموی الرومی البغدادی، بیروت:دار صادر، ۱۹۷۷م.
- «احسن‌التقاسیم فی معرفةالاقالیم»، تألیف ابوعبدالله محمد بن احمد مقدسی، ترجمه علینقی منزوی، تهران: شرکت مؤلفان و مترجمان ایران، ۱۳۶۱.
- «الأعلاق النفسیه»، تصنیف ابی‌علی احمد بن عمر ابن رسته، لیدن: بریل، ۱۹۸۲م.
- «الانساب»، ابی‌سعد عبدالکریم بن محمد بن منصور التمیمی السمعانی، قاهره: مکتبة ابن التمیمیة، ۱۹۸۰م.
- «البلدان»، ابی‌عبدالله احمد بن محمد بن اسحاق الهمذانی، بیروت: عالم‌الکتاب، ۱۹۹۶م.
- «الباب فی تهذیب الانساب»، عزالدین ابن اثیر الجزری، بیروت: دارصادر، ۱۹۸۰م.
- «اوضاع سیاسی و اجتماعی ایران در قرن هشتم هجری»، ابوالفضل نبئی، مشهد: انتشارات دانشگاه فردوسی، ۱۳۷۵.
- «اوضح المسالک إلی معرفة البلدان و الممالک»، محمد بن علی بروسوی، تحقیق مهدی عبدالرواضیة، بیروت: دارالغرب الاسلامی، ۱۴۲۷ق.
- «ایران در زمان ساسانیان»، آرتور کریستنسن، ترجمه رشید یاسمی، تهران: صدای معاصر، ۱۳۹۳.
- «بحران مشروعیت در حکومت سربداران؛ ۷۳۶ تا ۷۸۳ق/۱۳۳۶ تا ۱۳۸۱م»، مدرس سعیدی، پژوهش‌های تاریخی (دانشگاه اصفهان)، تابستان ۱۳۹۳، سال ششم، شماره دوم، ص۱۲۵–۱۴۲.
- «بخش مرکزی سبزوار»، وبگاه استانداری خراسان رضوی- زیرپورتال فرمانداری سبزوار، ۳ اردیبهشت ۱۳۹۰، تاریخ بازدید: ۱۳۹۷/۰۵/۱۰.
- «تاریخ بیهق»، ابوالحسن علی بن زید بیهقی، با تصحیح و تعلیقات احمد بهمنیار، کتابفروشی فروغی، ۱۳۶۱.
- «تاریخ تشیع در ایران»، رسول جعفریان، تهران: نشر علم، ۱۳۹۰.
- «تاریخ جنبش سربداران و دیگر جنبش‌های ایرانیان در قرن هشتم هجری»، عبدالرفیع حقیقت، تهران: کومش، ۱۳۷۴.
- «تاریخ، فرهنگ و تمدن ایران در دوره ساسانیان»، عباس قدیانی، تهران: فرهنگ مکتوب، ۱۳۸۵.
- «تاریخ نیشابور»، ابوعبدالله حاکم نیشابوری، ترجمه محمد بن حسین خلیفه نیشابوری، با مقدمه و تصحیح و تعلیقات محمدرضا شفیعی کدکنی، تهران: آگه، ۱۳۷۵.
- «تصویر ماهواره‌ای ناحیه سنگ کلیدر»، حامدصادقی، وبگاه ژئونام‌ها، تاریخ بازدید: ۱۳۹۷/۰۵/۱۰.
- «تقویم البلدان»، تألیف اسماعیل بن علی ابوالفداء، قاهره: مکتبة الثقافة الدینیة، ۲۰۰۷م.
- «دائرةالمعارف بزرگ اسلامی»، زیر نظر کاظم موسوی بجنوردی، تهران: مرکز دائرةالمعارف بزرگ اسلامی، ۱۳۸۳.
- «دانشنامه جهان اسلام»، زیر نظر غلامعلی حداد عادل، تهران: بنیاد دائرةالمعارف اسلامی، ۱۳۷۹.
- «رقابت‌های محلی در بیهق؛ ریشه‌های سیاسی سده‌های سوم تا هفتم هجری»، مرتضی دانشیار، پژوهشنامه تاریخ تمدن اسلامی، بهار و تابستان ۱۳۹۰، سال هفتم، شماره سیزدهم، ص۲۷–۴۷.
- «صورةالارض»، تألیف ابی‌القاسم ابن حوقل النصیبی، بیروت: دار صادر، ۱۹۳۸م.
- «فتوح البلدان»، لاحمد بن یحیی بن جابر البغدادی (اشهیر بالبلاذری)،]بیروت[: دار و مکتبه الهلال، ۱۹۸۸م.
- «لب اللّباب فی تحریر الانساب»، ابوالفضل عبدالرحمن جلال‌الدین الاسیوطی، لیدن: لشتمانس، ۱۸۴۰م.
- «ملاحظاتی در باب تصحیحات تاریخ بیهق»، مرتضی دانشیار، پژوهشنامه تاریخ تمدن اسلامی، بهار و تابستان ۱۳۹۲، سال چهل و ششم، شماره یکم، ص ۲۱-۳۵.
- «مسالک و ممالک» تصنیف ابن خردادبه، ترجمه سعید خاکرند، تهران: مؤسسه مطالعات و انتشارات تاریخی میراث ملل، ۱۳۷۱.
- «مسالک و ممالک»، ابواسحق ابراهیم اصطخری، به اهتمام ایرج افشار، تهران: بنگاه ترجمه و نشر کتاب، ۱۳۴۰.
- «معجم‌البلدان»، شهاب‌الدین ابی عبدالله یاقوت حموی، بیروت: دارصادر، ۱۹۷۷م.